# ده نودشت
ده نودشت، روستایی از توابع بخش بهاباد شهرستان بافق در استان یزد ایران است.

## جمعیت
این روستا در دهستان جلگه قرار دارد و براساس سرشماری مرکز آمار ایران در سال ۱۳۸۵، جمعیت آن ۱۸۵ نفر (۵۵خانوار) بوده‌است.